# 台中市立台中第二高級中等学校
台中市立台中第二高級中等学校（たいちゅうしりつたいちゅうだいにこうきゅうちゅうとうがっこう、臺中市立臺中第二高級中等學校）は、台中市に位置する高級中等学校。略称は「台中二中」または「中二中」。

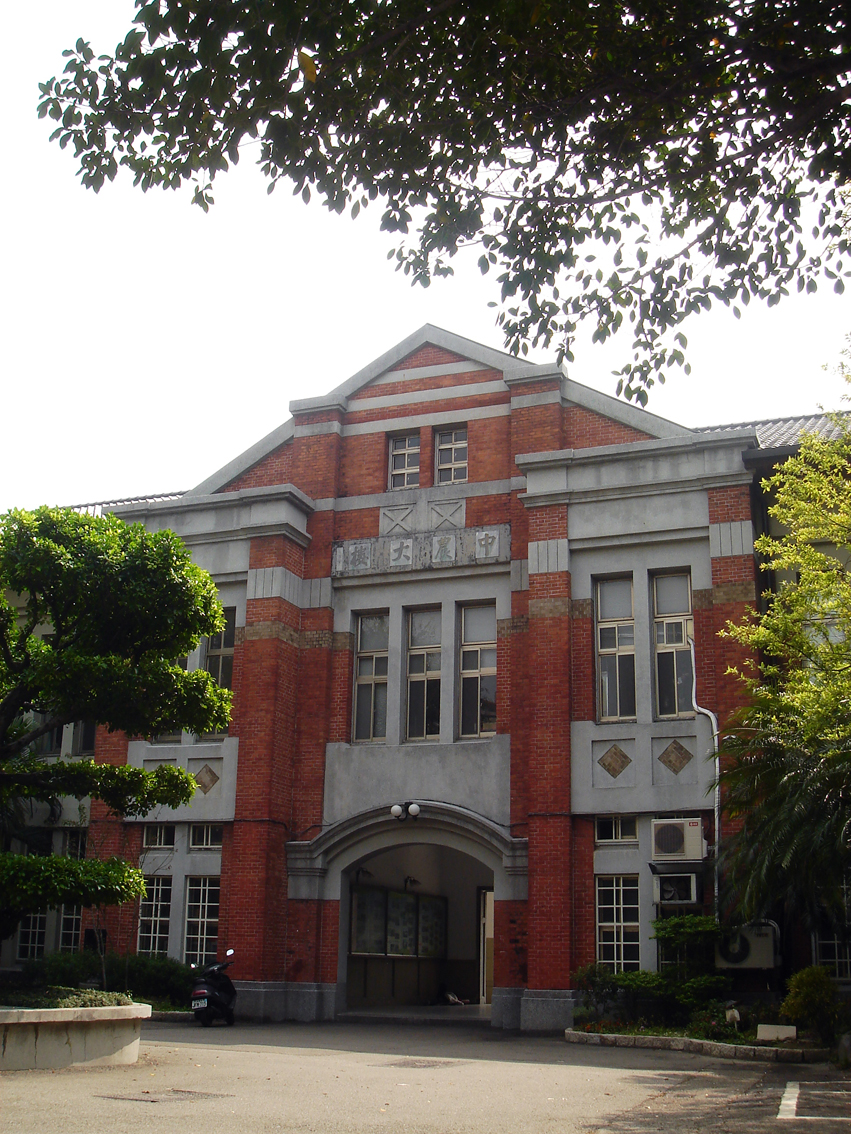
フロントビル

## 校史
- 大正11年（1922年）、初代文官台湾総督田健治郎頒布したの「新台湾教育令」に基づいて、「台中州立台中第二中学校」創立された。当時二中の校舎は現在の興大附農（台中高農）。
- 昭和20年（1945年）、日本人生徒約500人、教員約40人在校した。
- 民国35年（1946年）、戦後、日本人生徒を日本へ送還した。秋、台中第二高女があった所で戦後は台中女中に併合されたために二高女のあとに移転して来って、「台湾省立台中第二中学」と改称した。
- 民国58年（1969年）、「台湾省立台中第二高級中学」と改称した。
- 民国89年（2000年）、国立に改編され「国立台中第二高級中学」と改称した。
- 民国101年（2012年）、旧台中二中の創立90周年。
- 民国106年（2017年）、市立に改編され「台中市立台中第二高級中等学校」と改称した。[1]
- 民国106年（2017年）、日本兵庫県立伊丹高等学校と姉妹校を締結する。

## 歴代校長

### 日本統治時

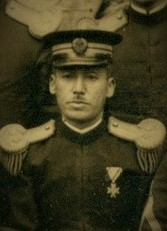
板垣四十六郎

1. 柳澤久太郎：大正11年 4月1日至 昭和5年 5月28日
2. 板垣四十六郎：昭和5年 5月28日至 昭和12年 4月2日
3. 善方正夫：昭和12年 4月2日至 昭和15年 4月6日
4. 五島陽空：昭和15年 4月6日至 昭和17年 4月1日
5. 高丸靈教：昭和17年 4月1日至 1945年（中華民国は台湾を受け入れます）

### 戦後
1. 金樹栄：民国34年（1945年）1月至 民國35年（1946年）7月
2. 余麗萍：民国35年（1946年）1月至 民國35年（1946年）7月
3. 樓　憲：民国35年（1946年）8月至 民国36年（1947年）1月
4. 陳泗孫：民国36年（1947年）1月至 民国38年（1949年）7月
5. 潘振球：民国38年（1949年）8月至 民国39年（1950年）7月
6. 羅人杰：民国39年（1950年）8月至 民国47年（1958年）7月
7. 韓寶鑑：民国47年（1958年）8月至 民国48年（1959年）7月
8. 宋鴻域：民国48年（1959年）8月至 民国52年（1963年）7月
9. 史麟生：民国52年（1963年）8月至 民国54年（1965年）2月
10. 湯孝彬：民国54年（1965年）3月至 民国59年（1970年）7月
11. 孫鴻章：民国59年（1970年）8月至 民国74年（1985年）1月
12. 陳義明：民国74年（1985年）2月至 民国81年（1992年）8月
13. 蔡錦忠：民国81年（1992年）8月至 民国88年（1999年）1月
14. 洪秋森：民国88年（1999年）2月至 民国93年（2004年）1月
15. 薛光豐：民国93年（2004年）2月至 民国101年（2012年）7月
16. 何富財：民国101年（2012年）8月至 民国107年（2018年）7月
17. 許耀文；民国107年（2018年）8月 現職

## 校歌

### 日本統治時代（1922-1945）
台中州立台中第二中学校校歌
〈黒潮の歌〉 作者不明
1
黒潮南に　さすところ　　椰子の葉茂る　南海に
萌ゆる胸底　奥深く　　見よや乾坤　つんざきて
緑の色も　おごそかに　　振るう健児の　意気高し
2
紫こむる　新高に　　旭光燦然　輝きて
鵬翼図南の　意気高く　　健児の血潮は　高鳴りぬ
鍛えし鉄の　この腕　　磨く剣に　光あり
3
千秋夢を　包みつつ　　太平の波　轟きて
我等健児の　雄叫びは　　天来自由の　調べなり
鋼（はがね）のごとく　もる肉は　　勝利の力　あふれたり
4
水源地頭　たそがれて　　八千の峰　洋洋と
秋空高く　暮れゆけど　　勝利の夢は　なおさめず
歌え若き　日の歌を　　振れ喜びの　応援旗

### 現校歌
怒潮澎湃 群山衛拱 優秀的青年磨礪在臺中
炎黃世冑 無分西東 努力學習相陶融
二中 二中 民族英萃 新興文化急先鋒
披荊斬棘 沐雨櫛風 矢志規復繼成功　
莫謂今日皆年少 年少志氣壯如虹 且看他年再興史 留將幾許寫二中

## 建築

### 教学大楼
- 力行楼
- 志清楼
- 萃英楼
- 忠孝楼
- 中正堂
- 明德楼
- 明智館
- 音楽教育館
- 体育館
- 校友亭

### 学生寮
- 仁愛楼
- 信義楼
- 和平楼

## 高校との連携
Taichung Big Five
- 台中市立台中第一高級中等学校
- 台中市立台中第二高級中等学校
- 台中市立台中女子高級中等学校
- 台中市立文華高級中等学校
- 国立中興大学附属高級中学

## 学生と文化交流
- アメリカ合衆国: Bedford High School (New Hampshire)
- フランス: Lycée François Magendie

## 著名出身者

### 学術
- 陳鼓應：台大教授
- 王執明：台湾第一位女地質学家
- 陳永發：中央研究院院士
- 張立綱：中央研究院院士
- 劉思遠：国防大学理工学院副院長
- 張武昌：台師大英語系主任
- 賴清標：元台中教育大学校長
- 陳志濤：中山科学研究院副所長

### 芸術文化
- 寇世勳：俳優
- 馬景濤：俳優
- 齊　秦：歌手

### 政官
- 大河原良雄：元日本駐米国大使
- 蔡煌瑯：立法委員
- 施純仁：元衛生署長
- 袁頌西：元教育部政務次長
- 沈世雄：元立法院副院長
- 胡志強：元台中市長
- 廖了以：元台中県長

### 経済界
- 劉金標：巨大集団董事長
- 張榮華：台光関係企業董事長
- 吳德銓：立隆関係企業董事長
- 張嵩峨：元華僑商業銀行董事長
- 段鐘沂：滾石国際音楽公司董事長
- 朱少華：台湾中油股份有限公司董事長

## 姉妹校
日本兵庫県立伊丹高等学校